# Chartrier de Goué

Armes de la famille de Goué : d'or au lion de gueules surmonté d'un fleur de lys d'azur

Le chartrier de Goué est l'un des plus importants de l'ancien duché de Mayenne. Il contient sur la famille de Goué des documents authentiques, remontant au commencement du XIVe siècle.

## Supercherie historique
Jean-Baptiste de Goué ne se contenta pas de cela. Les autres pièces fausses du chartrier de Goué, qui n'ont plus trait à la croisade de 1158, sont variées dans la forme, quelques-unes même peuvent n'être que des copies altérées de documents vrais, mais toutes ont cela de commun qu'elles devaient servir, dans l'intention de celui qui les fabriquait, à reporter l'origine connue de la famille de Goué du XIVe au Xe siècle. À côté de ces textes sincères, originaux, on trouve au chartrier une grande quantité de pièces en copies vidimées qui feraient remonter les sires de Goué au Xe siècle.
À la fin du XIXe siècle, l'Abbé Angot fit un travail de recherche remarquable sur le Chartrier de Goué et détailla avec une extrême précision le travail de faussaire.  Au début du XXe siècle, la polémique remonta à la surface lorsque Alain de Goué exhuma Les Croisés de Mayenne en 1158. Ce fut Ernest Laurain, directeur des Archives départementales de la Mayenne qui par une étude complète en 1912, enterra définitivement cette Histoire.

## Famille de Goué

### Avant leXIVesiècle
Ce sont des contrats de mariage, des extraits prétendus de chartriers d'abbayes, qui attesteraient la haute antiquité de la famille, mais qui manquent de vraisemblance et dont aucun autre document contemporain ne fait mention.
Toutes ces histoires ne nous sont révélées, que par des vidimus du XVIIe siècle, dont les originaux n'ont jamais été vus par personne.

### Après leXIVesiècle
Il reste maintenant à présenter cinq documents du XIVe siècle (1324-1339). 

### Analyse
L'abbé Angot, s'il affirme que les documents antérieurs au XIVe siècle sont apocryphes, ajoute que cela ne veut pas dire que tous ceux d'une date plus rapprochée soient authentiques. Il en est deux spécialement qu'il soupçonne de fausseté. Vérifié, le soupçon prouverait que le faussaire était bien le détenteur du chartrier, puisqu’il en aurait eu à sa disposition les pièces indiscutables. Ce serait un motif aussi pour n'accepter qu'avec grandes réserves les faits qui ne seraient établis que par des preuves empruntées au chartrier en question, et pour les rejeter quand ils se trouveraient en contradiction avec d'autres autorités.
L'abbé Angot affirme qu'il n'y a point de Goué connus avant le XIVe siècle, et qu'à cette époque, ils ne sont point chevaliers, mais clercs ; que toutes les pièces où ils figurent, antérieures au XIVe siècle, sont des faux, dont l'inspiration ou l'exécution doit être attribuée à Jean-Baptiste de Goué, père et fils. C'est une famille qui commence dans la cléricature laïque, au XIVe siècle ; qui ne pourra jamais produire un de ses ancêtres cité dans le chartrier de Savigny où sont nommés par centaines les seigneurs du pays, et qui paraît dans les documents de son propre chartrier bâtissant une église en 915, une chapelle de pèlerinage en 970 ; qui fait attester ses mariages en 1002 par l'évêque du Mans, scellant son acte avec un sceau qu'il n'avait pas ; dont un représentant se fait tuer à Hastings où il n'alla point, car les Goué, à cette époque, sont aussi inconnus en Angleterre qu'en France
Il y a des signatures de notaires calquées et faussées, des inventions de personnages dans la maison de Laval ; des seigneurs donnés arbitrairement aux terres de Fougerolles-du-Plessis, de Brée, de Montflours, de Montgiroux, et autres.

## Généalogie de la maison de la Ferrière
Jean-Baptiste de Goué père a laissé dans le chartrier de Goué quatre pages in-folio pour la généalogie de la Ferrière, avec ce titre : « Généalogie de la maison de la Ferrière, suivant les enseignements et titres trouvés dans ladite maison, faict ce 11 mars 1511. (Je adjouté ce qu'il y a depuis ce temps-là).
Dans la suite de ce factum, M. de Goué n'oublie pas les siens : Emine de la Ferrière est mariée à Robert de Goué, 1149 : R. de Goë signe la reddition du Mans par les Anglais ! 
À la fin du manuscrit : « Cette généalogie a esté faicte l'an 1511, par Guillaume Marie, tabellion, suivant les tiltres et enseignemens trouvés dans la maison de la Ferrière. Et ce qui a esté ajouté depuys est suivant les mémoires produits à la preuve de Gabriel de Goué, chevalier de Malte, faict le 6 aoust 1644. » Le tout est du même procédé et de la même valeur que les pièces de Goué et de Mayenne.
André René Le Paige a inséré dans son Dictionnaire la généalogie faite sur ces données. Il a tout de même reculé devant Rioulf, assassin du pieux duc de Saint-Bosmer, en 878. Pour l'abbé Angot, le manuscrit est tout entier de la main du sire de Goué.
Il n'en va pas pour la généalogie de la Ferrière autrement que pour celle de Goué. Ces rêves-ci : assassinat commis en 878 par Rioulf de la Ferrière et qui le fait connaître ; construction d'un château par les manants de onze paroisses, qui révèle un autre personnage, alors qu'un troisième est chargé de lever 200 hommes par Guillaume, duc de Normandie en 1033 ; tout cela est élaboré en l'honneur d'une famille dont le sieur de Goué était allié. Quel autre que lui aurait eu intérêt à y fourrer en 1149 un Robert de Goué, alors que nous savons que les Goué de cette époque sont tous de son invention ?

## Sources
- Archives départementales de la Mayenne, 6J 1-279. Dates extrêmes : 1324 - XXe siècles. Importance matérielle : 8.5 Mètres Linéaires. Répertoires numériques détaillés des fonds 2J à 14J (documents entrés par voie extraordinaire), par Henri Boullier de Branche et Joël Surcouf. Laval, 1989, 224 pages 6J : pages 59-79).
- Charles Pointeau, Les Croisés de Mayenne en 1158, étude sur la liste donnée par Jean de la Fustaye, suivie de documents inédits, 1878, dans la Revue du Maine, et tirage à part, 1879 ;
- Abbé Angot, Les Croisés de Mayenne en 1158. Étude critique. Goupil, 1896  ;
- Abbé Angot, Les croisés et les premiers seigneurs de Mayenne : origine de la légende. Goupil, 1897.  ;
- Abbé Angot, Les deux faussaires et le pseudo-trésor de Goué (1614-1690), dans le Bulletin de la Commission historique et archéologique de la Mayenne, 1911, t. 27, p. 341-370 .